# Marilou
Marilou, pseudonimo di Marilou Bourdon (Longueuil, 20 settembre 1990), è una cantante canadese di lingua francese.
La Bourdon ha dimostrato interesse per il mondo della musica già ad otto anni quando ha iniziato corsi di danza, musica e teatro. 
È stata scoperta nel 2001, cantando un duetto con Natasha St-Pier durante uno spettacolo.
La carriera musicale iniziò nel 2002 con l'uscita del suo primo singolo Je serai là pour toi in coppia con il canadese Gino Quilico, che è una versione in francese di There for me dei La Bionda (incisa anche da Sarah Brightman e José Cura); in seguito Marilou sottoscrive con l'etichetta Sony nel 2004.
Nel 2005 esce il primo album, La fille qui chante, e René Angélil, manager di Céline Dion, diviene il suo manager.
Dopo molti concerti e promozioni Marilou ha cantato nella commedia musicale Notre-Dame de Paris di Luc Plamondon. Inizia il suo primo tour nel 2006 mentre continua i suoi studi alla scuola superiore.
Nel 2007 pubblica il secondo album, Marilou; una versione europea del disco viene pubblicata pochi mesi dopo. Successivamente fa un tour locale chiamato Tout simplement Marilou.

## Album
- 2005 : La fille qui chante
- 2007: Marilou
- 2012: 60 Thoughts A Minute
- 2013: "Au milieu de mon écart"

## Singoli
- 2002: Je serais là pour toi  (duetto con Gino Quilico)
- 2005: Tu es comme ça (duetto con  Garou)
- 2005: Chante
- 2005: Entre Les 2 Yeux
- 2007: Danser sur la lune (duetto con  Merwan Rim)
- 2007: Emmène-moi